# Barka Sy
Barka Sy (22 luglio 1943) è un ex velocista senegalese.

## Biografia
Nel 1973 vinse la medaglia d'argento sui 100 metri ai Giochi panafricani.
Partecipò a tre edizioni dei Giochi olimpici. A Città del Messico 1968 fu eliminato al primo turno. Andò meglio a Monaco di Baviera 1972 dove, superati i primi due turni, giunse quinto nella seconda semifinale con lo stesso tempo del quarto classificato e l'ottavo tempo assoluto ma per il regolamento dell'epoca, che assegnava l'accesso alla finale ai primi quattro classificati di ciascuna semifinale indipendentemente dai tempi realizzati, ciò non gli bastò per raggiungere la finale. A Montréal 1976, alla sua terza partecipazione ai Giochi, gareggiò sia sui 100 che sui 200 metri, venendo in entrambi i casi eliminato al primo turno. Al contrario, con la staffetta 4×100 riuscì a raggiungere la semifinale.

## Palmarès
| Anno | Manifestazione     | Sede  | Evento      | Risultato | Prestazione | Note |
| ---- | ------------------ | ----- | ----------- | --------- | ----------- | ---- |
| 1973 | Giochi panafricani | Lagos | 100 m piani | Argento   | 10"67       |      |